# Байрамгельды, Курбан
Курбан Байрамгельды (род. 1936 год) — бригадир машинистов бульдозеров строительно-монтажного управления «Копетдаггидрострой» Министерства мелиорации и водного хозяйства Туркменской ССР. Герой Социалистического Труда (1971).

## Биография
Родился в 1936 году.
Бригада Курбана Байрамгельды досрочно выполнила коллективные социалистические обязательства и производственные задания Восьмой пятилетки (1966—1970). 8 апреля 1971 года Указом Президиума Верховного Совета СССР удостоен звания Героя Социалистического Труда «за выдающиеся успехи, достигнутые в развитии сельскохозяйственного производства и выполнении пятилетнего плана продажи государству продуктов земледелия и животноводства» с вручением ордена Ленина и золотой медали Серп и Молот.
Избирался делегатом XV съезда профсоюзов.